# Génos (Alta Garona)
Génos é uma comuna francesa na região administrativa de Occitânia, no departamento de Alta Garona. Estende-se por uma área de 3,47 km². Em 2010 a comuna tinha 67 habitantes (densidade: 19,3 hab./km²).